# مطار مودانجيانغ هايلانغ
مطار مودانجيانغ هايلانغ (بالإنجليزية: Mudanjiang Hailang Airport)‏ (إياتا: MDG، إيكاو: ZYMD) يقع في مدينة مودانجيانغ في جمهورية الصين الشعبية. صنف مطار مودانجيانغ هايلانغ في المرتبة السابعة والثمانون في الصين من حيث عدد الركاب عام 2011 وفقًا لإدارة الطيران المدني في الصين، حيث تعامل مع 313,333 راكب، وبلغ إجمالي حركة الطائرات (القادمة والمغادرة) 3,202 طائرة وقد بلغت كمية البضائع المنقولة عبر المطار 1,387 طن.

## شركات الطيران والوجهات
| شركـات طيـران          | الوجهات |
| ---------------------- | --- |
| طيران الصين            | مطار بكين العاصمة الدولي |
| Chengdu Airlines       | مطار يهاي داسهويبو |
| خطوط شرق الصين الجوية  | مطار هانغتشو شياوشان الدولي، مطار نانجينغ الدولي، مطار غينغادو جياودونغ الدولي، مطار شانغهاي هونغكياو الدولي، مطار يهاي داسهويبو، مطار يانتاي بينجلاي الدولي |
| خطوط جنوب الصين الجوية | مطار داليان تشوشويزي الدولي، مطار قوانغتشو باييون الدولي، مطار إنتشون الدولي، مطار شنيانغ تاوكسيان الدولي، مطار شينزين باوان الدولي                          |
| خطوط هاينان الجوية     | مطار بكين العاصمة الدولي |
| خطوط شاندونغ الجوية    | مطار غينغادو جياودونغ الدولي، مطار يانتاي بينجلاي الدولي |
| خطوط شانغهاي الجوية    | مطار داليان تشوشويزي الدولي، مطار شانغهاي بودنغ الدولي |